# Arthur Muller
Arthur Muller, né le 29 décembre 1952, à Créhange (Moselle), est un professeur d'archéologie grecque à l'Université Lille-III et membre honoraire de l'Institut universitaire de France. 
En 2006, il devient membre de la commission Histoire et archéologie des civilisations antiques du CTHS[réf. nécessaire].

## Publications

### Ouvrages
- Les terres cuites votives du Thesmophorion : de l’atelier au sanctuaire, Études Thasiennes no 17, Paris, 1996[3]
- Avec A. Farnoux, E. Gréco, A. Schnapp, « Le monde grec », dans A. Schnapp (dir.), Histoire de l’art Flammarion, Préhistoire et Antiquité, Paris, 1997
- Artémis à Epidamne-Dyrrhachion, Guides de Durrës no 1, Tirana, 2009[4]
- Avec D. Mulliez, Cent ans de fouilles françaises à Thasos / 1911-2011 / Εκατό χρόνια γαλλικές ανασκαφές στη Θάσο, Patrimoine photographique no 1, Athènes, 2012[5]

### Articles
- « L’atelier du coroplathe : un cas particulier dans la production céramique grecque », Perspective, 1 | 2014, 63-82 [mis en ligne le 31 décembre 2015, consulté le 31 janvier 2022. URL : http://journals.openedition.org/perspective/4372 ; DOI : https://doi.org/10.4000/perspective.4372].

## Distinctions

### Décoration
- Chevalier de l'ordre des Palmes académiques[6] (2012)

### Récompenses
- Prix Ambatielos de l’Académie des Inscriptions et Belles-Lettres pour l’ouvrage Les terres cuites votives du Thesmophorion : de l’atelier au sanctuaire, Études Thasiennes no 17 (1997)
- Prix Delepierre de l’Association pour l’encouragement des Études grecques en France, pour le même ouvrage (1997)
- Prix Louis Debray de la Société des Sciences, de l’Agriculture et des Arts de Lille (2004)
- Hommage de la ville de Durrës (République d’Albanie), accordé par la Municipalité et la Société des Amis de Durrës pour l’investissement du récipiendaire et de son équipe dans l’étude des antiquités d’Épidamne-Dyrrhachion (2005)
- 1er prix du concours Clio en faveur de la recherche archéologique, attribué à la mission franco-albanaise de Durrës (Épidamne-Dyrrhachion) (2005)
- Citoyen d’honneur de la ville de Durrës (République d’Albanie) : distinction accordée par la Ville de Durrës pour les progrès accomplis dans l’étude de l’Artémision et l’organisation des réserves du Musée (2007)
- Grand prix d’archéologie de la Fondation Simone et Cino del Duca, décerné sur proposition de l’Académie des Inscriptions et Belles-Lettres[7] (2017)